# Urgent (televizní seriál)
Urgent (v anglickém originále The Pitt) je americký televizní seriál, který měl premiéru v roce 2025 na streamovací platformě Max. Jedná se o lékařské drama z prostředí urgentního příjmu v pittsburské nemocnice. První řada ve svých 15 dílech zachycuje hodinu po hodině průběh jedné patnáctihodinové denní služby vrchního lékaře urgentního oddělení Michaela „Robbyho“ Robinavitche, jehož hraje Noah Wyle, známý mimo jiné z dřívějšího úspěšného seriálu Pohotovost (1994–2009). Ten se také podílel na scénáři spolu s R. Scottem Gemmillem, Joem Sachsem, Simran Baidwan ad. Na režii spolupracovali John Wells, Amanda Marsalis, Damian Marcano, John Cameron ad. Stylem vyprávění je přirovnáván k seriálu 24 hodin (2001–2014). Na leden 2026 bylo ohlášeno uvedení druhé řady.